# Allery
Allery est une commune française située dans le département de la Somme en région Hauts-de-France.

## Géographie

### Localisation
Allery est un village picard du Vimeu.
Limitrophe d'Airaines, la commune est située à 9 km au sud-ouest de Longpré-les-Corps-Saints, 10 km à l'est de Oisemont,  17 km au sud-est d'Abbeville et à 29 km au nord-ouest d'Amiens, à vol d'oiseau.
Le territoire de la commune est limitrophe de ceux de sept communes.
Les communes limitrophes sont  Airaines, Hallencourt, Heucourt-Croquoison, Mérélessart, Métigny, Vergies et Wiry-au-Mont.

### Hydrographie

#### Réseau hydrographique
La commune est située dans le bassin Artois-Picardie. Elle est drainée par la rivière de Dreuil.

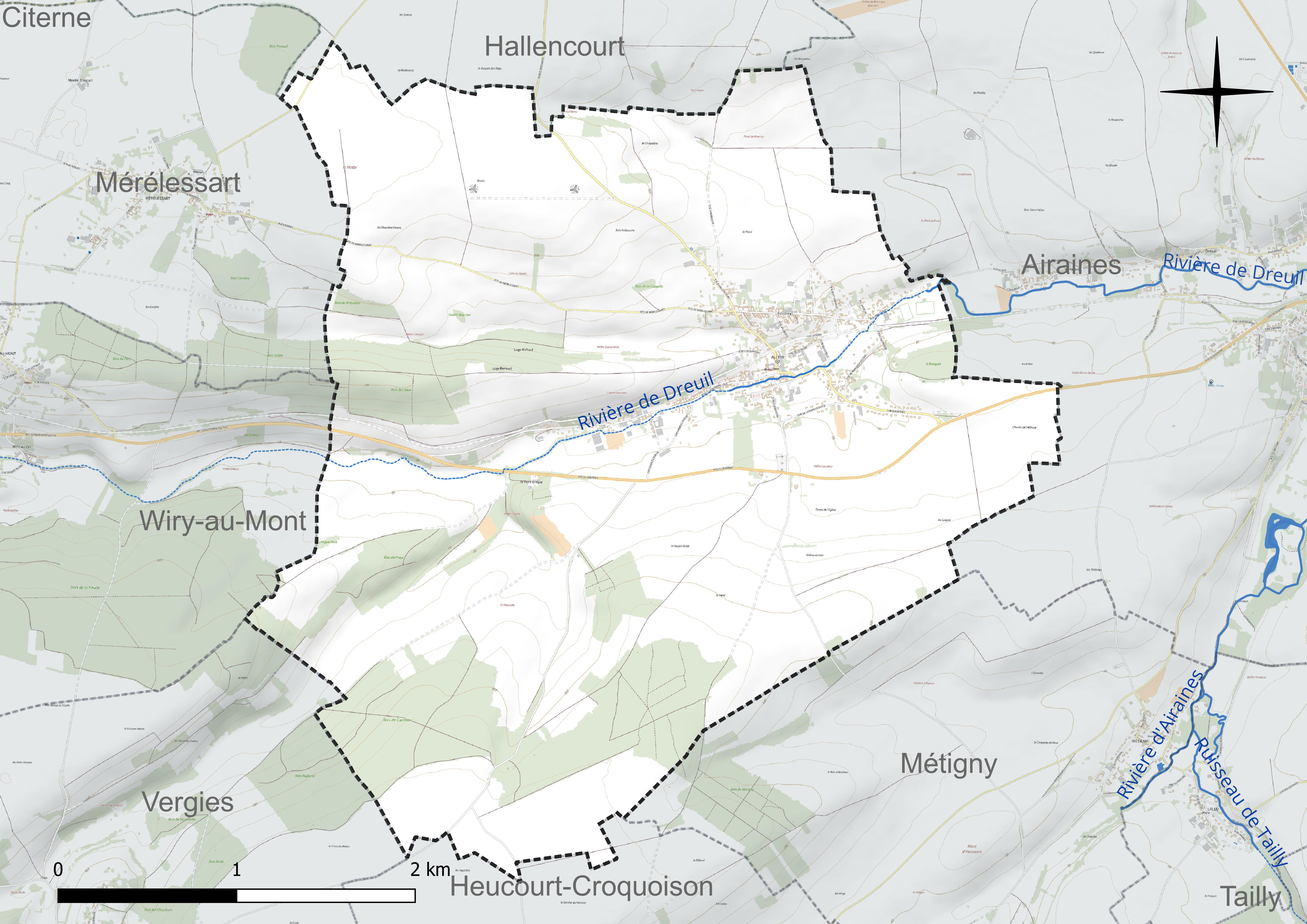
Réseau hydrographique d'Allery.

#### Gestion et qualité des eaux
Le territoire communal est couvert par le schéma d'aménagement et de gestion des eaux (SAGE) « Somme aval et Cours d'eau côtiers ». Ce document de planification concerne un territoire de 1 835 km2 de superficie, délimité par le bassin versant de la Somme canalisée. Le périmètre a été arrêté le 29 avril 2010 et le SAGE proprement dit a été approuvé le 6 août 2019. La structure porteuse de l'élaboration et de la mise en œuvre est le syndicat mixte d'aménagement hydraulique du bassin versant de la Somme (AMEVA).
La qualité des cours d'eau peut être consultée sur un site dédié géré par les agences de l'eau et l'Agence française pour la biodiversité.

### Climat
Pour des articles plus généraux, voir Climat des Hauts-de-France et Climat de la Somme.
En 2010, le climat de la commune est de type climat océanique altéré, selon une étude du CNRS s'appuyant sur une série de données couvrant la période 1971-2000. En 2020, Météo-France publie une typologie des climats de la France métropolitaine dans laquelle la commune est exposée à un climat océanique et est dans la région climatique Côtes de la Manche orientale, caractérisée par un faible ensoleillement (1 550 h/an) ; forte humidité de l'air (plus de 20 h/jour avec humidité relative > 80 % en hiver), vents forts fréquents.
Pour la période 1971-2000, la température annuelle moyenne est de 10,4 °C, avec une amplitude thermique annuelle de 13,8 °C. Le cumul annuel moyen de précipitations est de 728 mm, avec 12,3 jours de précipitations en janvier et 8,5 jours en juillet. Pour la période 1991-2020, la température moyenne annuelle observée sur la station météorologique la plus proche, située sur la commune d'Oisemont à 10 km à vol d'oiseau, est de 11,1 °C et le cumul annuel moyen de précipitations est de 801,4 mm,. Pour l'avenir, les paramètres climatiques de la commune estimés pour 2050 selon différents scénarios d'émission de gaz à effet de serre sont consultables sur un site dédié publié par Météo-France en novembre 2022.

## Urbanisme

### Typologie
Au 1er janvier 2024, Allery est catégorisée bourg rural, selon la nouvelle grille communale de densité à sept niveaux définie par l'Insee en 2022.
Elle est située hors unité urbaine. Par ailleurs la commune fait partie de l'aire d'attraction d'Amiens, dont elle est une commune de la couronne,. Cette aire, qui regroupe 369 communes, est catégorisée dans les aires de 200 000 à moins de 700 000 habitants,.

### Occupation des sols
L'occupation des sols de la commune, telle qu'elle ressort de la base de données européenne d'occupation biophysique des sols Corine Land Cover (CLC), est marquée par l'importance des territoires agricoles (79,7 % en 2018), une proportion identique à celle de 1990 (79,7 %). La répartition détaillée en 2018 est la suivante : 
terres arables (68,7 %), forêts (14,3 %), prairies (8,9 %), zones urbanisées (6 %), zones agricoles hétérogènes (2 %). L'évolution de l'occupation des sols de la commune et de ses infrastructures peut être observée sur les différentes représentations cartographiques du territoire : la carte de Cassini (XVIIIe siècle), la carte d'état-major (1820-1866) et les cartes ou photos aériennes de l'IGN pour la période actuelle (1950 à aujourd'hui).

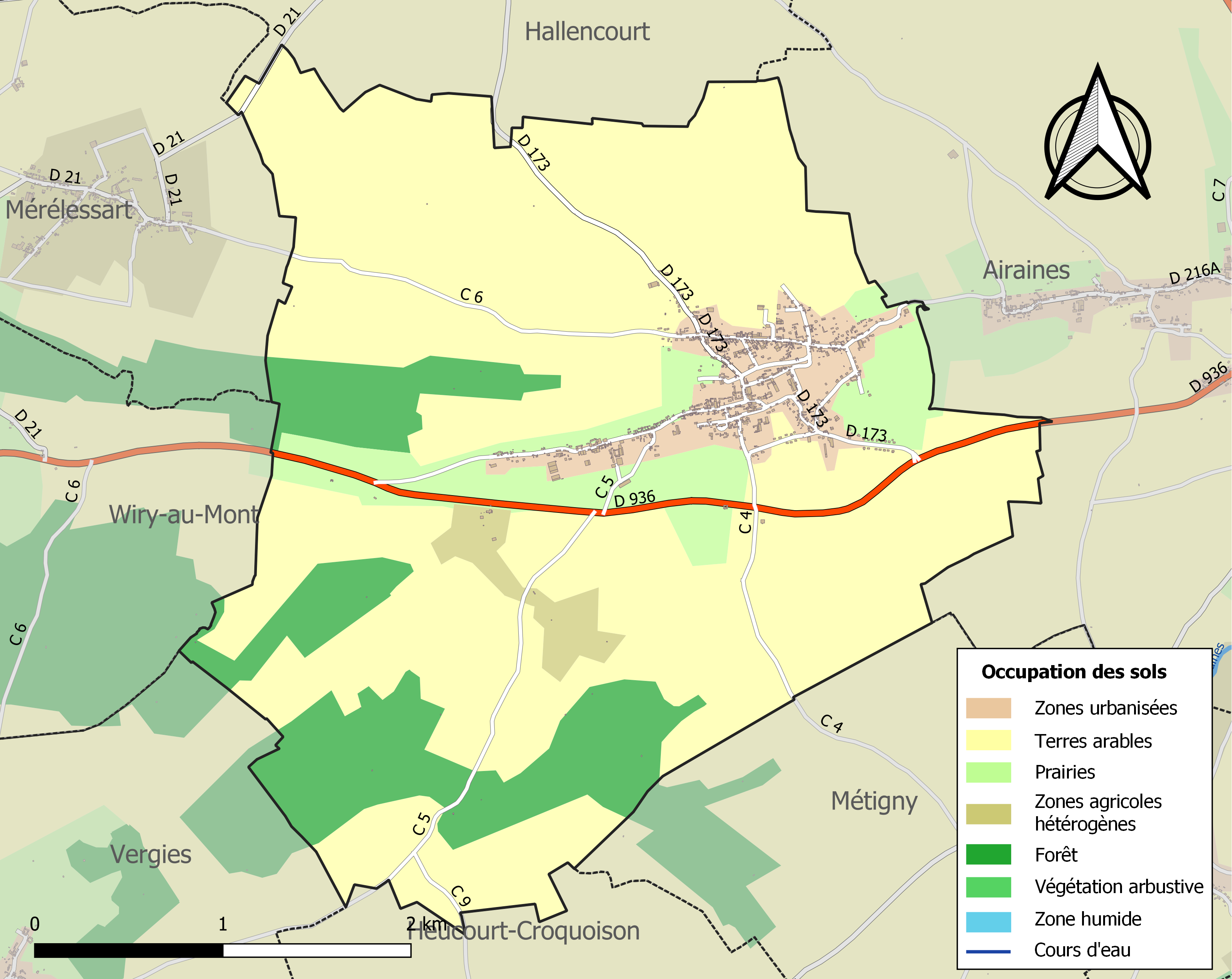
Carte des infrastructures et de l'occupation des sols de la commune en 2018 (CLC).

### Voies de communication et transports
Le village est traversé par les routes départementales 21 (axe Wiry-au-Mont - Fontaine-sur-Somme), 173 (qui part d'Allery pour aller à Moyenneville) et 936 (ex-RN 336, axe Saint-Quentin - Gamaches).
En 2019, la localité est desservie par la ligne d'autocars no 1 (Mers-lès-Bains - Oisemont - Amiens) du réseau Trans'80, Hauts-de-France, chaque jour de la semaine sauf le dimanche et les jours fériés.

## Toponymie
Le nom de la localité est attesté sous les formes Allery (1138) ; Hallery (1138) ; Alery (1198) ; Heleri (1206) ; Halery (1215) ; Aleri (1222) ; Eleri (1227) ; Alleri (1284) ; Alleri-sous-Airaines (1372) ; Allerry (1710) ; Allercy (1763) ; Allery-le-Quayet (1854).
Nom de domaine formé avec le suffixe -acum à partir d'un nom de personne.

## Histoire
Une villa datée des IIe et IIIe siècles est relevée par Roger Agache lors de prospections aériennes.
À partir de 1820, la production de la toile prend un tournant expansionniste avec l'apparition d'une fabrique locale. Cette activité perdurera pour s'éteindre au milieu du XXe siècle.

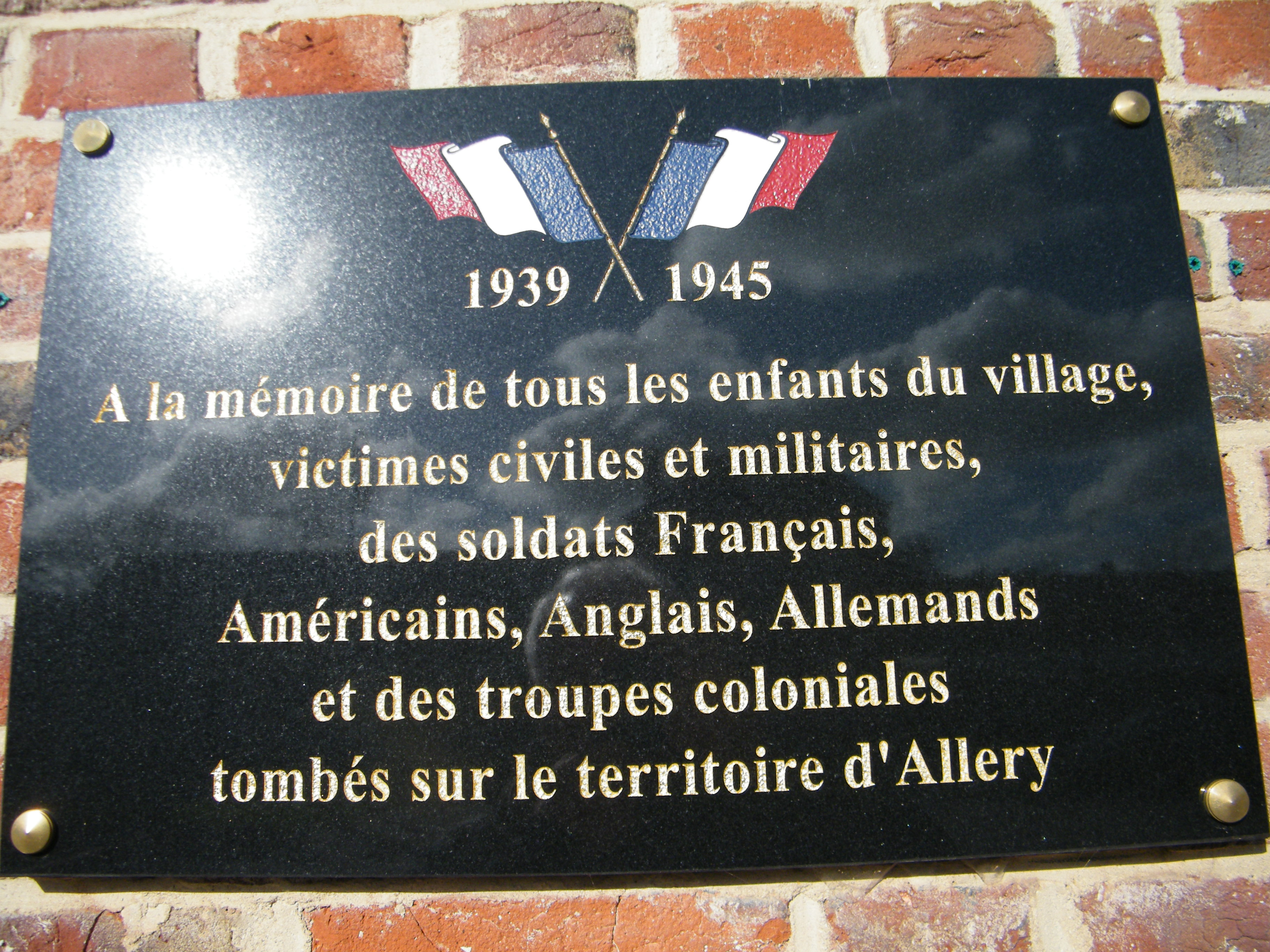
Commémoration 1939-1945.

Le 13 mai 1943, « Vulgar Virgin », un bombardier américain B-17, est abattu par l'occupant. Trois des onze membres d'équipage s'en sortent vivants.

## Politique et administration

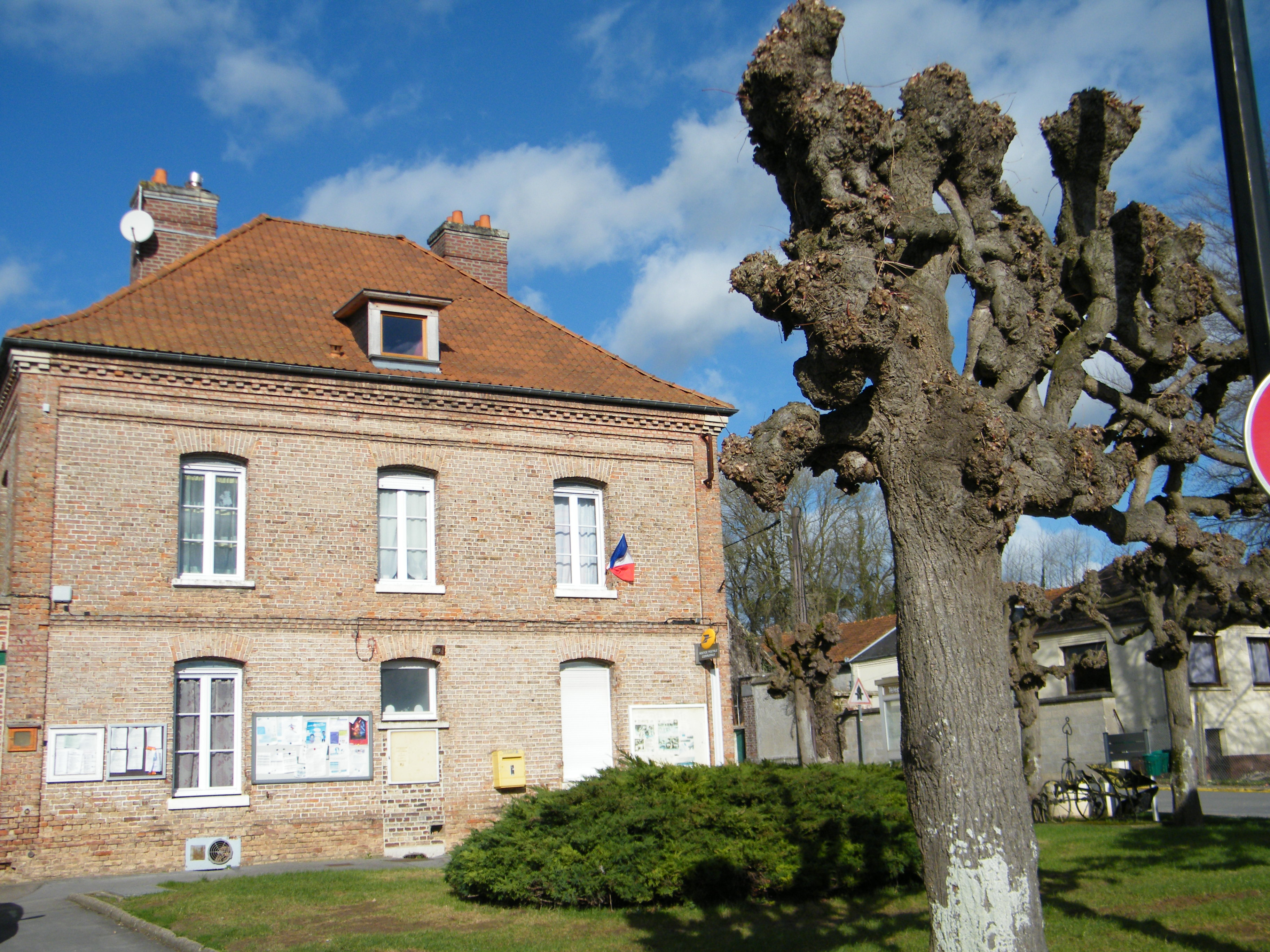
La mairie.

### Rattachements administratifs et électoraux
La commune se trouve dans l'arrondissement d'Abbeville du département de la Somme. Pour l'élection des députés, elle fait partie depuis 2012 de la troisième circonscription de la Somme.
Allery faisait partie depuis 1793 du canton de Hallencourt. Dans le cadre du redécoupage cantonal de 2014 en France, la commune fait désormais partie du  canton de Gamaches.

### Intercommunalité
Le village était membre de la communauté de communes de la Région d'Hallencourt créée fin 1995.
Dans le cadre des dispositions de la loi portant nouvelle organisation territoriale de la République (Loi NOTRe) du 7 août 2015, prévoyant que les établissements publics de coopération intercommunale (EPCI) à fiscalité propre doivent avoir un minimum de 15 000 habitants, cette intercommunalité fusionne avec ses voisines pour forler, le 1er janvier 2017, la  communauté d'agglomération Baie de Somme.
La commune, insatisfaite de ce rattachement, compte tenu de ses liens avec Airaines (dont le collège scolarise les enfants du village ou la station d'épuration traite les effluents d'Allery), obtient d'intégrer la communauté de communes Somme Sud-Ouest au 1er janvier 2018,,.

### Liste des maires
| Période                                  | Période                         | Identité         | Étiquette | Qualité                                                          |
| ---------------------------------------- | ------------------------------- | ---------------- | --------- | ---------------------------------------------------------------- |
| Les données manquantes sont à compléter. |                                 |                  |           |                                                                  |
| mars 2001                                | mai 2020                        | Bernard Lamotte  | LR        | Vice-président de la CC de la Région d'Hallencourt (2014 → 2016) |
| mai 2020                                 | septembre 2020                  | Didier Lerch     |           | Démissionnaire                                                   |
| septembre 2020                           | En cours (au 30 septembre 2020) | François Quignon |           | Ingénieur voirie à Amiens Métropole                              |

## Équipements et services publics

### Enseignement

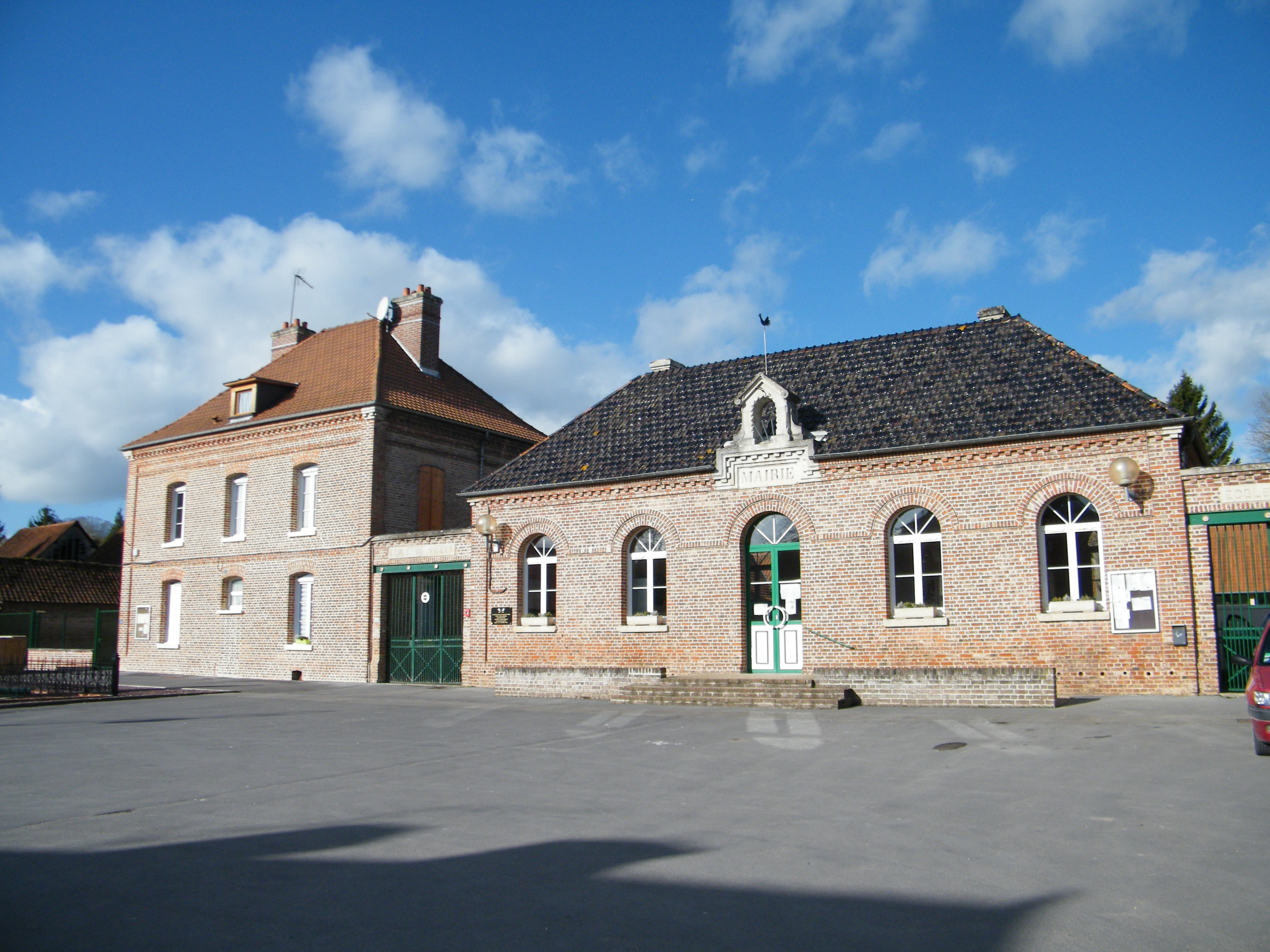
L'école primaire.

Près de la mairie, la commune gère une école primaire, élémentaire et maternelle. Cet établissement compte 94 élèves à la rentrée 2017.

## Population et société

### Démographie
L'évolution du nombre d'habitants est connue à travers les recensements de la population effectués dans la commune depuis 1793. Pour les communes de moins de 10 000 habitants, une enquête de recensement portant sur toute la population est réalisée tous les cinq ans, les populations de référence des années intermédiaires étant quant à elles estimées par interpolation ou extrapolation. Pour la commune, le premier recensement exhaustif entrant dans le cadre du nouveau dispositif a été réalisé en 2007.

En 2022, la commune comptait 826 habitants, en évolution de +3,64 % par rapport à 2016 (Somme : −1,26 %, France hors Mayotte : +2,11 %).
| 1793 | 1800 | 1806 | 1821 | 1831  | 1836 | 1841 | 1846 | 1851 |
| ---- | ---- | ---- | ---- | ----- | ---- | ---- | ---- | ---- |
| 715  | 723  | 877  | 908  | 1 006 | 971  | 951  | 944  | 984  |

| 1856 | 1861  | 1866  | 1872  | 1876  | 1881  | 1886  | 1891  | 1896  |
| ---- | ----- | ----- | ----- | ----- | ----- | ----- | ----- | ----- |
| 989  | 1 039 | 1 093 | 1 105 | 1 124 | 1 160 | 1 262 | 1 228 | 1 131 |

| 1901  | 1906  | 1911  | 1921 | 1926 | 1931 | 1936 | 1946 | 1954 |
| ----- | ----- | ----- | ---- | ---- | ---- | ---- | ---- | ---- |
| 1 123 | 1 091 | 1 080 | 959  | 931  | 920  | 924  | 943  | 929  |

| 1962 | 1968 | 1975 | 1982 | 1990 | 1999 | 2006 | 2007 | 2012 |
| ---- | ---- | ---- | ---- | ---- | ---- | ---- | ---- | ---- |
| 911  | 911  | 863  | 790  | 736  | 752  | 759  | 760  | 806  |

| 2017 | 2022 | - | - | - | - | - | - | - |
| ---- | ---- | - | - | - | - | - | - | - |
| 793  | 826  | - | - | - | - | - | - | - |

### Sports et loisirs
L'AS Allery-Airaines est le club de football du village. Il est issu de la fusion entre l'Association Sportive d'Allery et de l'Association Sportive d'Airaines. Il évolue en Départemental 1 au stade Jean-Vérité d'Airaines et les plus jeunes au stade municipal d'Allery.

## Culture locale et patrimoine

### Lieux et monuments
- L'église de la Trinité[35],[36],[37], toute en pierre, du XIIe siècle[38].

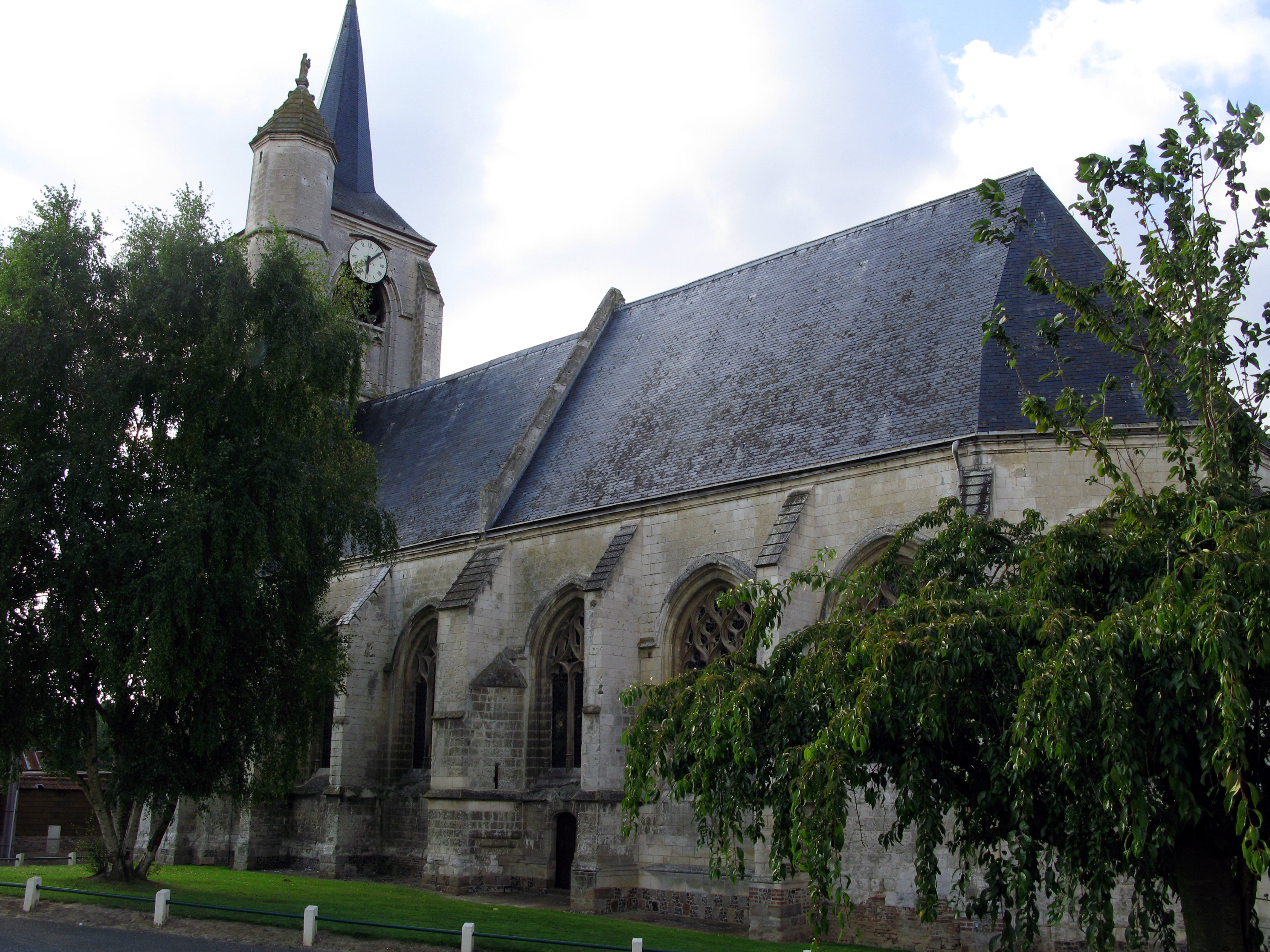
Les environs de l'église ont été réaménagés.
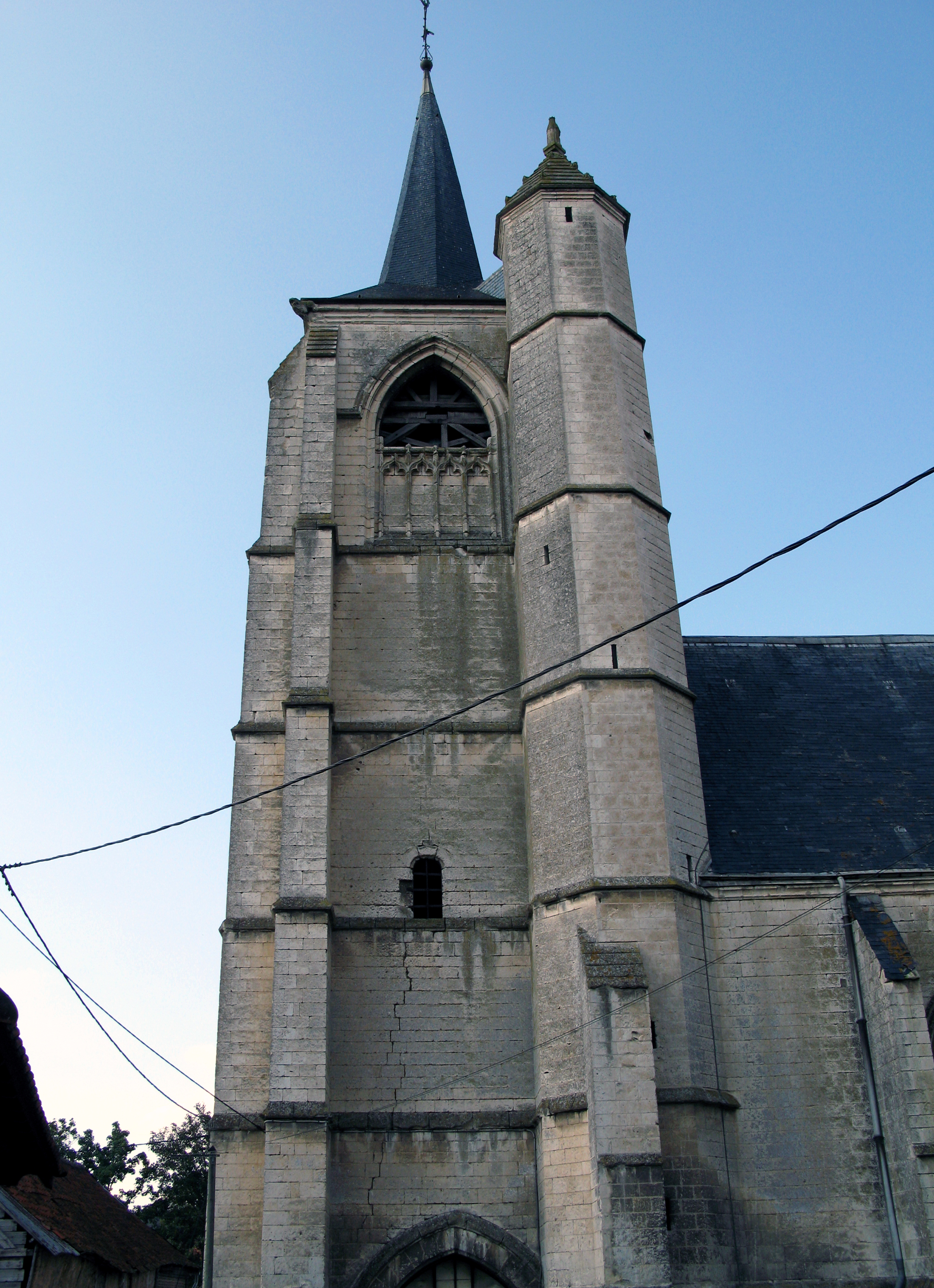
Le clocher avec son étroite tour d'angle abritant l'escalier.
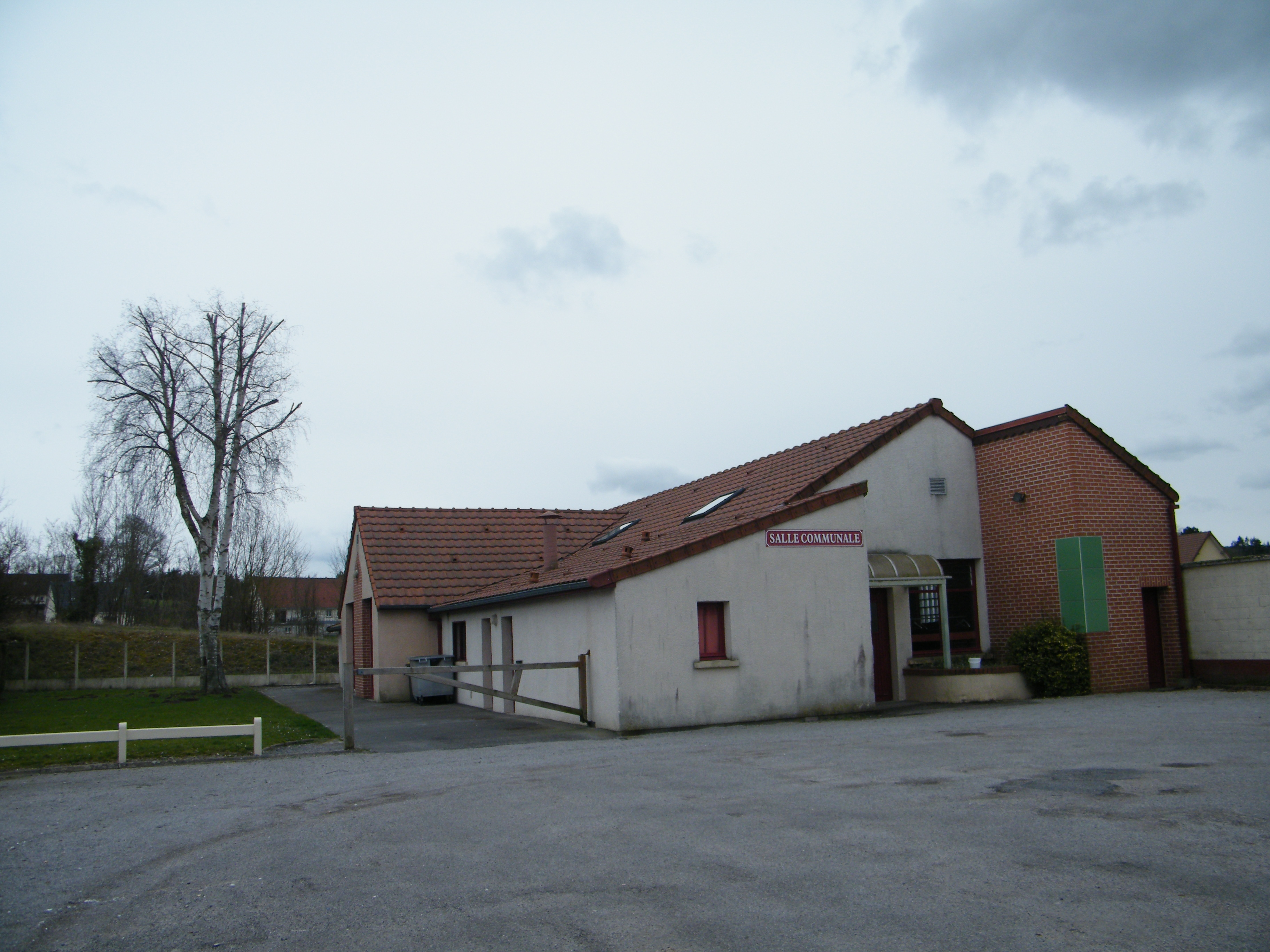
Salle communale.
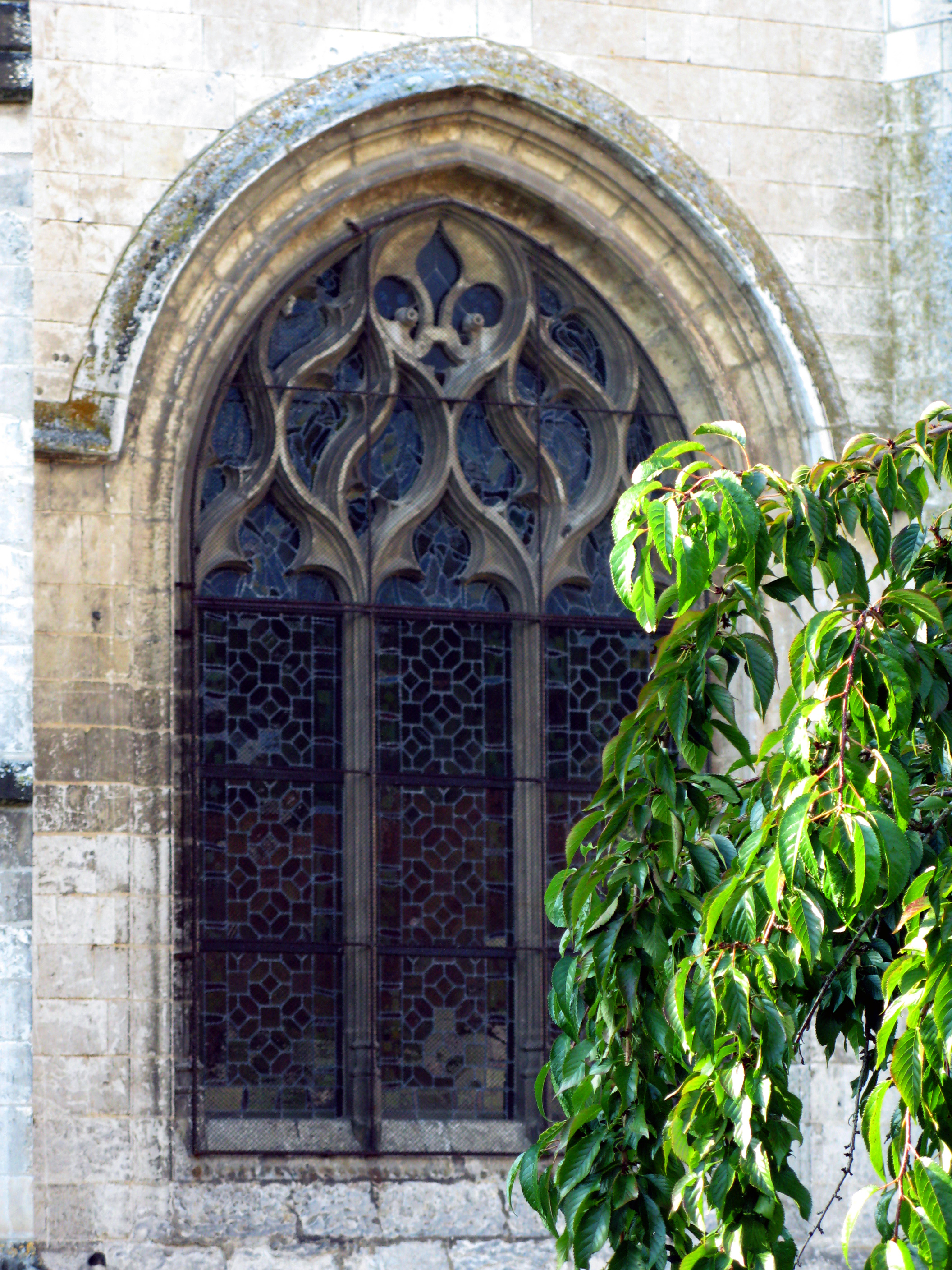
Fleur de lys décorant la partie supérieure des fenêtres de l'abside.
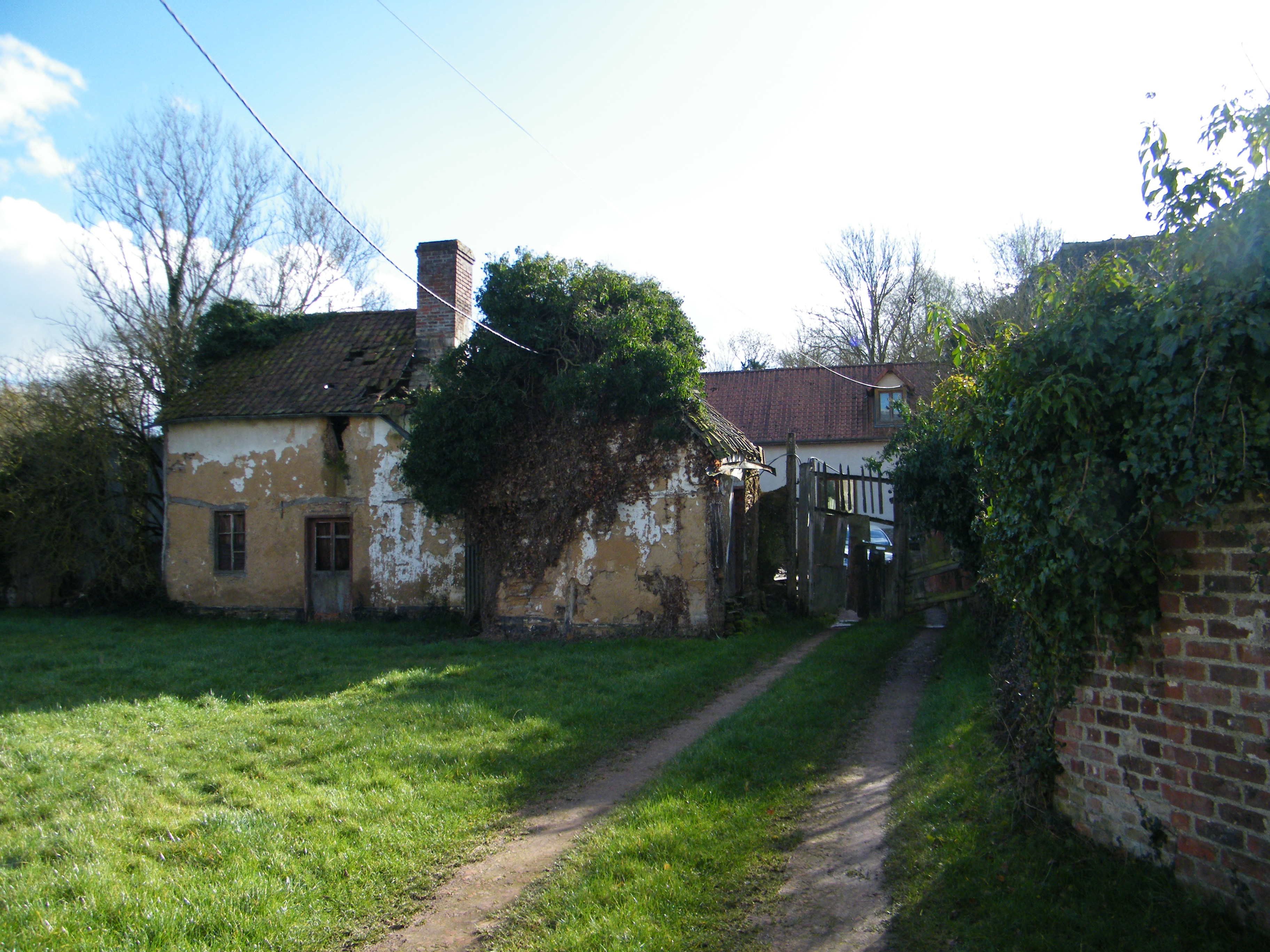
Habitat ancien.

- Le monument aux morts[39]

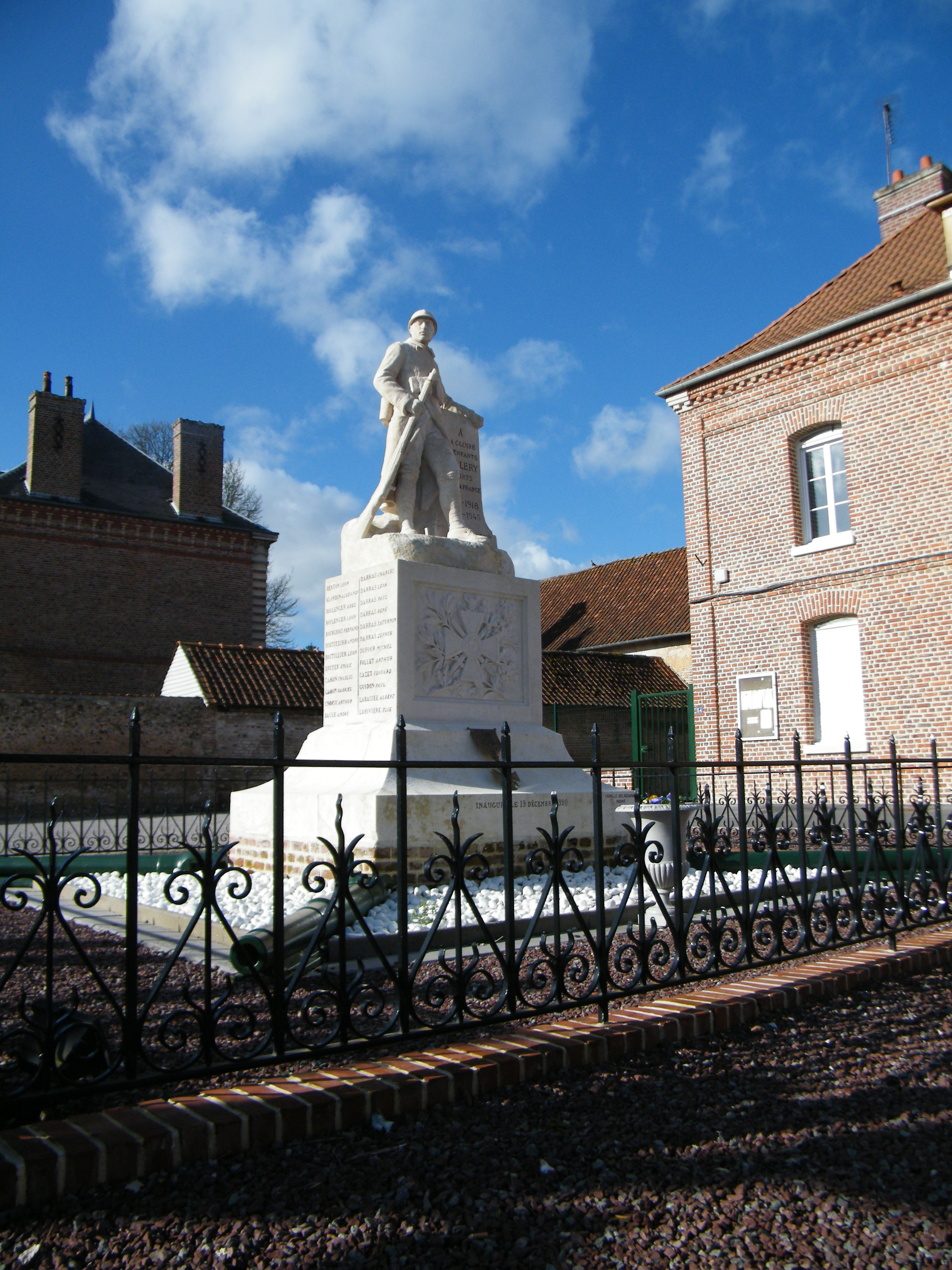
Monument aux morts.

- L'ancienne voie de chemin de fer[40] : 
De nos jours la ligne de chemins de fer n'existe plus. Cette ligne faisait essentiellement du trafic fret en desservant les coopératives mais aussi quelques voyageurs.
L'ancien arrêt se situait au point kilométrique 9,875 depuis la gare de Longpré-Corps-Saints. 
La ligne de Canaples à Longroy - Gamaches, à voie unique, a été ouverte le 9 mai 1872 et déclassée le 10 novembre 1993. Elle desservait :
Longpré-les-Corps-Saints / Bettencourt-Rivière / Airaines / Allery / Wiry-au-Mont / Forceville / Oisemont / Cerisy-Buleux / Martainneville-Saint-Maxent / Vismes-au-Val / Maisnières /Gamaches et Longroy - Gamaches.

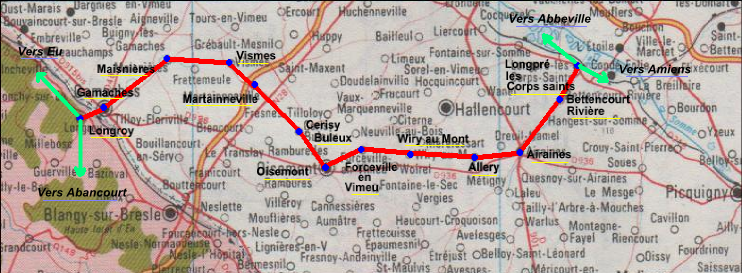
Ligne de chemin de fer avant son déclassement et retrait définitif.

La voie est reconvertie en chemin de randonnée pour piétons et cavaliers, d'Oisemont à Longpré.
- Oratoire dédié à la Vierge, route d'Airaines à Oisemont[41].

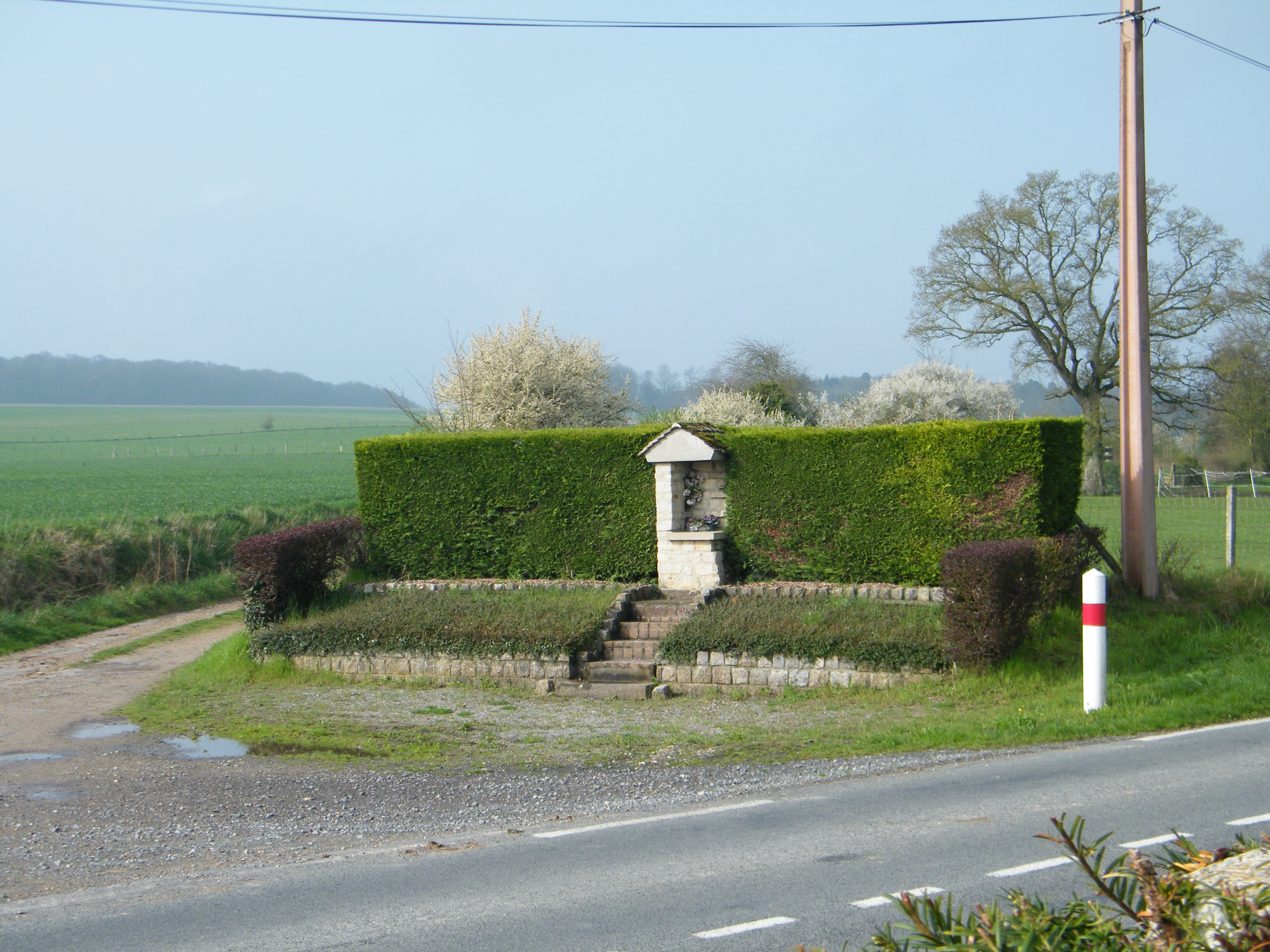
Oratoire sans statue.

- Anciens établissements industriels de tissage : 
  - Tissage de jute dit Tissage Dufour Aîné, 140 rue du 8 mai, des premiers et troisième quart du XXe siècle, qui employait en 1962 plus de 20 salariés, aujourd'hui usine de la société Moulages Plastiques du Nord[42] ;
  - Tissage Lefebvre Albert, 359 rue du Bas-Quayet, du milieu du XXe siècle, en briques et pan de fer. Elle occupait en 1962 plus de 20 salariés, et la production cesse dans le 3e quart du XXe siècle[43]. ;
  - Tissage Niquet Edmond, 126 Chemin de la Messé, construit à la limite du XIXe et du XXe siècle , et au milieu du s-XXe siècle. Il employait également en 1962 plus de 20 salariés[44].
  - Tissage de jute dit Tissage Darras, 234 Chemin de la Messé, des premiers et troisième quart du XXe siècle, qui employait en 1962 plus de 20 salariés, aujourd'hui usine de matières plastiques dite Plastidécor[45] ;
  - Filature Tissage Darras Frères, de la fin des XIXe et XXe siècles. La machine à vapeur, installée vers 1885, a été démontée en 1928. L'usine a compté environ 50 métiers à tisser[46].

### Personnalités liées à la commune
- François Théophile Désiré Bretel, capitaine d'infanterie sous l'Empire, né le 3 octobre 1784 à Allery, chevalier de la Légion d'honneur[47].
- Albert Décamps (1861-1908), artiste peintre, né et mort à Allery. Cinquante de ses peintures ont été exposées à Saint Riquier, du 27 mars au 27 mai 1985, provenant des musées d'Amiens, d'Abbeville, de Berck et de collections particulières[48]. Il repose dans le cimetière communal.
- Harry Thompson-Lalande (1868-1940), peintre britannique habitant Allery et marié dans la commune avec Berthe Décamps, sœur d'Albert Decamps.

### Héraldique
|  | Les armes de la commune peuvent se blasonner ainsi : de sable à trois flanchis d'or accolés, mis en bande et combinés entre eux. |

## Pour approfondir